# Antonio Zanella
Antonio Zanella, chiamato anche Ors di Pani (Amaro, 10 gennaio 1887 – Pani, 5 marzo 1955), è stato un partigiano, artigiano e allevatore italiano.

## Biografia
Antonio Zanella nacque ad Amaro, in provincia di Udine, ma visse per gran parte della sua vita a Pani, una località nel comune di Raveo, dove possedeva capi di bestiame, trecento ettari di bosco, una decina di case e numerose baite. Pani è situato in una vallata limitata dalla foresta di faggio ed abete e dominata sullo sfondo dal monte Coladôr, frequentato allora dai pastori in transumanza con le mandrie.
Il Zanella veniva chiamato Orso (Ors in friulano) per il suo aspetto: la lunga barba incolta e i capelli rossicci arruffati. Nonostante questo ritratto, l'Ors di Pani forniva sovente ospitalità ai pastori o ai turisti di passaggio e, lungo il corso della sua vita, compì diversi atti di solidarietà: donò ad esempio due milioni di lire alla latteria sociale ed un milione di lire all'asilo.
Divenne famoso in tutto il Friuli per la sua vita allo stato selvatico e per i suoi atteggiamenti fuori dalla norma. Gli fu inoltre assegnata la medaglia di Cavaliere del Lavoro.

### L'aiuto ai partigiani
Durante l'occupazione cosacca durante la seconda guerra mondiale l'Ors di Pani destinò gran parte del suo gregge per sfamare la popolazione ed i combattenti partigiani, che nascose e ospitò nella sua valle.
Fu di sostegno alle necessità della resistenza, partecipando inoltre ad alcune azioni ad essa legate. Fu testimone infatti di alcuni retroscena nell'inverno tra il 1944 e il 1945, dopo i grandi rastrellamenti tedeschi e fascisti che travolsero la lotta partigiana.
In quell'inverno offrì particolare assistenza e sostegno morale al comandante partigiano sloveno Arko Mirko (nome di battaglia Mirko) che, esautorato dal comando di brigata per gravi divergenze insorte col vertice della Brigata Garibaldi, si ritirò assieme a Gisella Bonanni (nome di battaglia Katia) in un rifugio segreto posto sui crinali che dominano la valle di Pani.
Qui entrambi vennero uccisi in circostanze non chiare. Secondo alcune fonti, due emissari garibaldini si sarebbero presentati da Mirko con il pretesto di arrestarlo per alcune sue azioni illegali compiute nel periodo della sua esperienza nella Resistenza. L'incontro degenerò in uno scontro a fuoco in cui sia Mirk che la moglie rimasero uccisi.

### L'Ors a Venezia
L'Ors di Pani viene ricordato, inoltre, per alcuni episodi accadutigli in seguito ai suoi modi di fare grezzi. Il più famoso è ambientato a Venezia. L'Ors di Pani si recò nella città lagunare per prendere alloggio e pranzare nel miglior albergo: il Danieli. Di fronte allo sconcerto degli inservienti e dell'aristocratica clientela dinanzi ad un cliente dall'aspetto insolito, negatagli la tovaglia, Zanella ricoprì il tavolo occupato per il pranzo con una distesa di banconote.

### Il delitto
(Messaggero Veneto, 8 marzo 1955)
La sera di sabato 5 marzo 1955 i due sciatori Pier Arrigo Carnier da Comeglians e Lodovico Gressani da Luint di Ovaro giunsero a Pani con l'intento di passare la domenica con il Zanella. Il Carnier e il Gressani, dopo un breve colloquio, lasciarono allo Zanella i loro zaini per portarsi in uno stavolo a qualche centinaio di metri di distanza per salutare alcuni amici. Durante il cammino si imbatterono nella figlia dello Zanella che stava rientrando da una gita a Tolmezzo.
Dopo circa mezz'ora i due sciatori si accomiatarono dagli amici per tornare all'abitazione dell'Ors. Nell'oscurità essi intravidero una figura d'uomo che teneva fra le mani un fucile. Convinti che si trattasse del loro ospite, il Carnier e il Gressani gridarono: "Toni, sei tu?". Rispose una voce minacciosa: "Non sono Toni. Tornate subito indietro che qui non è affare per voi!". Intimoriti dal perentorio tono dello sconosciuto, si allontanarono per dare l'allarme: ma nessuno degli abitanti di quella sperduta comunità raccolse l'invito di andare a vedere di che si trattasse e così, il Carnier e il Gressani, anziché tornare sui loro passi, se ne andarono a letto nella casa di altri amici.
Al mattino, con altri valligiani, bussarono nuovamente alla porta dello Zanella, ma senza ottenere risposta. L'uscio fu spinto e venne rinvenuto il cadavere di Maria Zanella: era stata uccisa con un colpo di fucile da caccia esploso a distanza ravvicinata, in pieno petto. L'Ors di Pani non era in casa.
Dopo la scoperta del cadavere di Maria, erano partiti, da Raveo, due valligiani: i fratelli Primo e Giacomo Facchin. Si erano assunti l'incarico di governare la stalla del Zanella. I due, alle otto di lunedì 7 marzo 1955, si portarono nello stavolo e scorsero, sulla neve, un braccio sporgente. Sotto la spessa coltre rinvennero il cadavere dell'Ors di Pani. Appariva orrendamente mutilato al volto. La mano destra, chiusa a pugno, stringeva il sostegno di una lampada ad acetilene. Nei paraggi non venne rinvenuta alcuna arma per cui si scartò subito l'ipotesi di suicidio.
Il delitto ha potuto così essere ricostruito: dopo aver preso commiato dal Carnier e dal Gressani, lo Zanella era uscito di casa per portarsi nel vicino stavolo a munirsi di due coperte che avrebbero dovuto servire per il giaciglio degli ospiti; stava scendendo la scala a pioli quando fu raggiunto dalla fucilata sparata a brevissima distanza, come testimoniano gli effetti della rosa di pallettoni sul suo volto. L'omicida si allontanava poi nella bufera, forse per completare il suo misfatto nella casa del vecchio uccidendo anche la figlia per timore che avesse sentito il colpo di fucile; o forse, in quel momento, la donna era già stata uccisa.
Venne avviato un processo e fu trovato il colpevole. Un anno dopo, Pier Arrigo Carnier venne chiamato a testimoniare al processo in Corte d'assise celebrato a Udine, dove l'omicida, Romano Lorenzini, ascoltò la sentenza di condanna ad oltre vent'anni di carcere. Il Lorenzini aveva ucciso motivato da risentimenti verso lo Zanella e per l'aver visto respinte le sue offerte d'amore dalla figlia.